# Sara Blakely
Sara Blakely, née le 21 février 1971, est une femme d'affaires américaine.
Elle a créé en 2000 la société Spanx (en), dont elle détient à l'heure actuelle[Quand ?] 100 % du capital. Spanx fabrique des sous-vêtements de maintien.
En mars 2012, elle a fait la couverture du magazine Forbes comme étant « une des plus jeunes milliardaires du monde », classée au rang no 1153 par le magazine (416e aux États-Unis). Elle apparaît également dans la liste « All-TIME 100 Fashion Icons » du Time.

## Vie privée

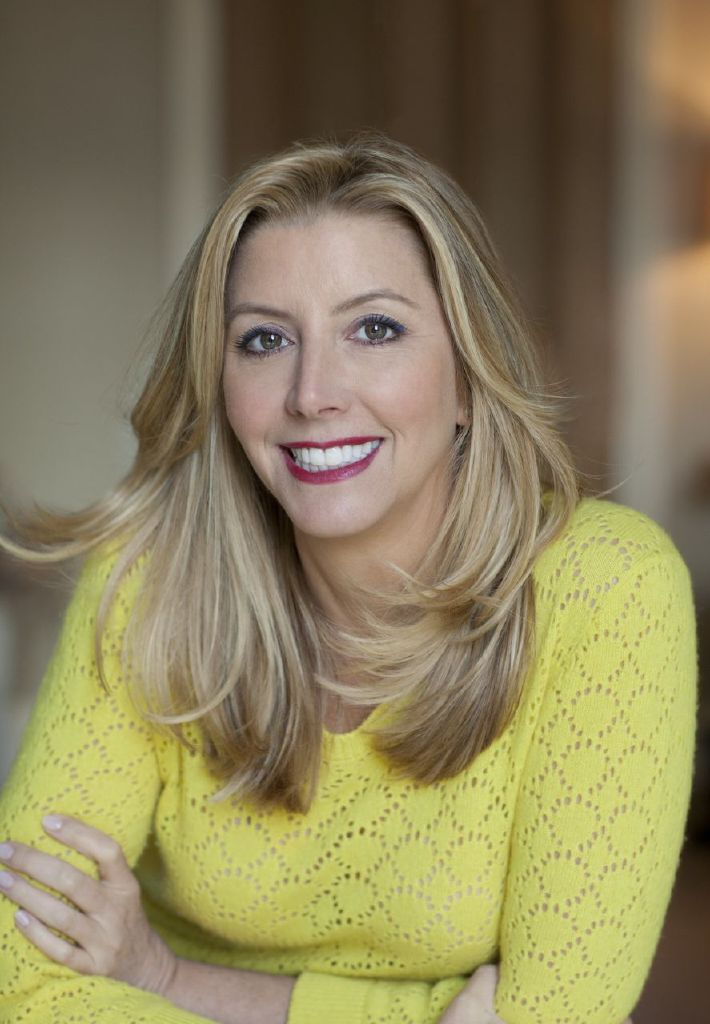
Sara Blakely en 2014.

En 2008, Sara Blakely épouse Jesse Itzler, le cofondateur de Marquis Jet.